# Most w Nagnajowie
Most w Tarnobrzegu-Nagnajowie – most przez rzekę Wisłę w Tarnobrzegu-Nagnajowie, osiedlu Tarnobrzega, zlokalizowany jest w ciągu drogi krajowej nr 9, łączącej Rzeszów z Radomiem, oraz w ciągu linii kolejowej nr 70, łączącej Włoszczowice, ze stacją Chmielów koło Tarnobrzega. Łączy województwo podkarpackie, z województwem świętokrzyskim.

## Konstrukcja
Mosty drogowy i kolejowy zostały wybudowane na wspólnych podporach betonowych na kesonach, wykonane są ze stali w technologii kratownicy bezsłupkowej, o równoległych pasach z jazdą dołem, pięcioprzęsłowy.

## Projekt i wykonanie
Most został zaprojektowany przez: Centralne Biuro Studiów i Projektów Budownictwa Kolejowego, projektanci: Bronisław Kędzierski i Witold Szlązkiewicz, generalnym wykonawcą było Przedsiębiorstwo Robót Kolejowych Nr 15, pod kierownictwem Aleksandra Jabłońskiego. Otwarcie mostu kolejowego nastąpiło w roku 1958, zaś drogowego, po wykonaniu drogi, tj. w roku 1961.

## Remont
Od maja 2007 do września 2008 most był nieczynny dla ruchu kołowego, z powodu remontu.

## Uszkodzenie mostu
31 maja 2011 doszło do wypadku drogowego, w wyniku którego stalowa konstrukcja mostu została naruszona. GDDKiA postanowiła zamknąć most do odwołania. 3 czerwca 2011 otwarto most dla samochodów o masie nie przekraczającej 3,5 tony, jednak 26 lipca ponownie zamknięto most w celu przeprowadzenia remontu. 7 sierpnia 2011 wznowiono ruch, także dla samochodów ciężarowych.